# Diocesi di Gor
La diocesi di Gor (in latino Dioecesis Goritana) è una sede soppressa e sede titolare della Chiesa cattolica.

## Storia
Gor, identificabile con Drâa-El-Gamra nell'odierna Tunisia, è un'antica sede episcopale della provincia romana dell'Africa Proconsolare, suffraganea dell'arcidiocesi di Cartagine.
Sono solo due i vescovi attribuibili alla sede di Gor. Vittore a Gorduba prese parte al concilio di Cartagine convocato il 1º settembre 256 da san Cipriano per discutere della questione relativa alla validità del battesimo amministrato dagli eretici, e figura al 40º posto nelle Sententiae episcoporum. Il cattolico Restituto intervenne alla conferenza di Cartagine del 411, che vide riuniti assieme i vescovi cattolici e donatisti dell'Africa romana.
Dal 1933 Gor è annoverata tra le sedi vescovili titolari della Chiesa cattolica; dal 25 aprile 2017 il vescovo titolare è Rolf Lohmann, vescovo ausiliare di Münster.

## Cronotassi

### Vescovi
- Vittore † (menzionato nel 256)
- Restituto † (menzionato nel 411)

### Vescovi titolari
- Emmanuel Hanisch, C.M.M. † (13 aprile 1937 - 28 febbraio 1940 deceduto)
- Eliseu Van der Weijer, O.Carm. † (25 maggio 1940 - 25 gennaio 1966 deceduto)
- Ramón Salas Valdés, S.I. † (5 dicembre 1966 - 17 novembre 1977 dimesso)
- Luiz Colussi † (3 gennaio 1978 - 28 marzo 1980 nominato vescovo coadiutore di Lins)
- Paul Consbruch † (15 novembre 1980 - 2 febbraio 2012 deceduto)
- Daniel Joseph Miehm (20 febbraio 2013 - 10 marzo 2017 nominato vescovo di Peterborough)
- Rolf Lohmann, dal 25 aprile 2017